# ايسبين روود
ايسبين روود (بالنرويجية البوكمول: Espen Ruud)‏ (26 فبراير 1984 ببورشغرون في النرويج - ) هو لاعب كرة قدم نرويجي في مركز الدفاع. شارك مع منتخب النرويج تحت 18 سنة لكرة القدم ومنتخب النرويج تحت 19 سنة لكرة القدم ومنتخب النرويج تحت 21 سنة لكرة القدم ومنتخب النرويج لكرة القدم. أما مع النوادي، فقد لعب مع نادي أودنسه ونادي أود وPors Fotball ‏.

## روابط خارجية
- ايسبين روود على موقع اتحاد النرويج (النرويجية)
- ايسبين روود على موقع قاعدة بيانات كرة القدم.إي يو (الإنجليزية)
- ايسبين روود على موقع ناشيونال فوتبول تيمز (الإنجليزية)
- ايسبين روود على موقع Soccerway.com (الإنجليزية)